# 最上 (重巡洋艦)

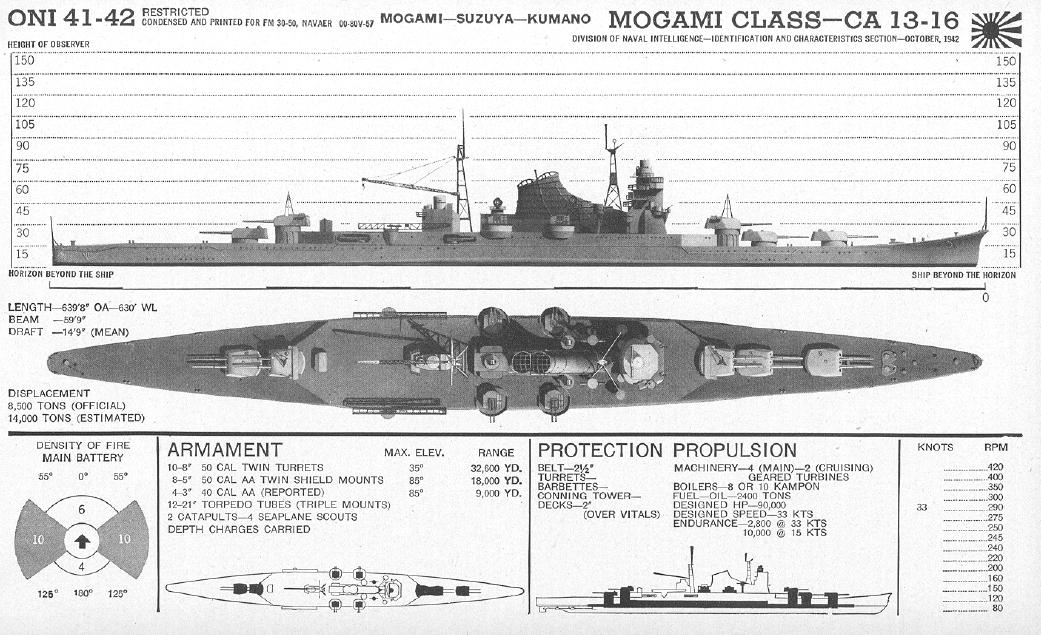
アメリカ海軍情報部が作成した最上の識別図

最上（もがみ）は、日本海軍の重巡洋艦。最上型重巡洋艦の1番艦。日本海軍の艦名としては1908年（明治40年）竣工の通報艦「最上」に次いで2代目。第四艦隊事件後の船体強化、太平洋戦争前の主砲の換装、ミッドウェー海戦後の航空巡洋艦改装と３度の大幅な改修が行われ、戦闘中に二度の衝突事故に見舞われた艦でもある。1944年10月のレイテ沖海戦で西村艦隊の一員としてスリガオ海峡に突入して扶桑の副砲射撃を受ける等して大破し、味方駆逐艦による乗員救出後、同駆逐艦の雷撃により処分された。

## 艦歴

### 建造～太平洋戦争開戦まで
1922年（大正11年）のワシントン海軍軍縮条約で戦艦や空母に保有制限がかかった結果、日欧米の加盟各国は制限のない条約型巡洋艦の建造を進めた。日本海軍は旧式艦の軽巡龍田、天龍、球磨、多摩を重巡4隻に置換する計画を進めたが、1930年（昭和5年）のロンドン海軍軍縮会議で重巡の保有トン数が制限されたため、主砲を50口径20.3cm連装砲塔から60口径三年式15.5cm3連装砲に変更し、将来的に主砲を換装できる巡洋艦の建造を計画した。これが最上型である。前型の高雄型重巡洋艦に比べて艦橋を小型化し、機関部や61cm三連装魚雷発射管など最新の技術を導入した。同様の経緯および本型に対抗する意味を含め、イギリスはサウサンプトン級軽巡洋艦を、アメリカはブルックリン級軽巡洋艦を建造した。
こうして最上は二等巡洋艦として、呉海軍工廠で1931年（昭和6年）10月27日に起工した。1932年（昭和7年）8月1日、山形・最上川から最上と命名され、艦艇類別等級表の二等巡洋艦に最上型が新設された。
1934年（昭和9年）3月14日に進水したが、2日前に水雷艇友鶴が転覆する友鶴事件が発生し、友鶴と同じ藤本喜久雄少将が設計した最上型の工事も急遽中断され確認を行った。1935年（昭和10年）3月20日の公試運転で排水量12,669トン、154,266軸馬力で36ノットを発揮するが、推進器附近の外鈑に亀裂が見つかり砲塔が旋回困難となった。最上型は敷設艦八重山や潜水母艦大鯨等の建造で得た電気溶接の技術を艦全体で採用したが技術的に途上の部分があり、砲塔のリングサポート（リングバルクヘッド）を高角砲甲板に直接溶接した結果、船体の歪みが甲板を伝ってリングサポートを変形させたと判明した。
その後の公試運転では4月10日に66,009馬力で30.868ノット、6月10日に100,403馬力で33.522ノットを記録した。竣工は約2か月遅れて7月28日になり、呉鎮守府籍に編入した。8月10日の公試では128,989馬力で35.036ノットを記録した。竣工後、呉警備戦隊の旗艦を重巡加古と交代で務めた。
最上は第四艦隊に所属したが、9月26日に三陸沖での演習で第四艦隊事件に遭遇しカタパルトに固定していた水上機が大破、前部構造物の垂直鋼板がひずんで第二砲塔が旋回不能となった。このため竣工からわずか2か月で大改修が必要になった。1936年（昭和11年）3月-４月、呉警備戦隊の旗艦を潜水母艦長鯨と交代で務めた。
1939年（昭和14年）、最上は呉海軍工廠で主砲を50口径20.3cm連装砲塔5基に換装する工事に着手した。この工事で性能上は一等巡洋艦（重巡洋艦）になったが、対外的には戦没まで15.5センチ砲搭載の二等巡洋艦（軽巡洋艦）で通した。この換装工事で2番砲塔の砲身が1番砲塔との間に入りきらなくなり、常に軽い仰角をかけることになった。1940年（昭和15年）5月1日、第七戦隊に編入された。1941年（昭和16年）に海南島に進出し、仏印進駐作戦を支援した。

### 太平洋戦争緒戦
太平洋戦争開戦時、熊野、鈴谷、三隈、最上の第七戦隊（栗田健男少将）は第二艦隊（南方部隊、近藤信竹中将）指揮下で南方作戦に投入された。南遣艦隊（馬來部隊、小沢治三郎中将）に所属し、マレー、クチン（ボルネオ島）、パレンバンなど、マレー作戦や蘭印作戦における上陸作戦を支援した。
1942年2月、南部スマトラ（バンカ・パレンバン）攻略作戦（L作戦）に参加。まず2月9日に陸軍先遣部隊を乗せた船団とその護衛がカムラン湾より出撃し、続いて第七戦隊や「鳥海」などからなる主隊および空母「龍驤」他の第三航空部隊が2月10日にカムラン湾を出撃。2月11日には陸軍主力を乗せた船団がカムラン湾を出撃した。
2月14日、搭載機がシンケップ島南方で敵魚雷艇を大破炎上させたが帰投時に「最上」を見つけられず、そのため「最上」は黒煙を上げその場所を知らせることで搭載機を無事帰投させた。その収容中に敵機（ブレンハイム型9機）に奇襲され爆撃を受けたが、「最上」と僚艦「三隈」ともに被害はなかった。
船団は2月15日にムントク泊地に入泊。同日、「鳥海」機が敵艦隊発見（巡洋艦「デ・ロイテル」、「ジャワ」、「トロンプ」、「エクセター」、「ホバート」他）を報告。ムントク東北東約100浬にあった主隊は敵艦隊へと向かったものの結局戦艦を含むと報告されていた敵との交戦を避け、敵艦隊は航空攻撃を受けると反転し撤収した。2月16日、第七戦隊はアナンバスへの回航を命じられた。
1942年（昭和17年）3月1日未明、ジャワ島への上陸作戦を支援するため三隈、駆逐艦敷波とバンタム湾を警戒中、所属する第三護衛隊の軽巡名取が輸送船団に接近する米重巡ヒューストンと豪軽巡パースを発見、各艦に集合を命令した。最上は三隈と共に両艦を捕捉、砲雷撃し撃沈した。この際、最上が発射した魚雷が今村均陸軍中将らが乗る陸軍特殊船神州丸と輸送船2隻に命中し大破、輸送船佐倉丸と第二号掃海艇が沈没した。山本五十六大将は後日、最上と三隈、敷波に感状を贈った。
馬来部隊は4月6日、ベンガル湾で通商破壊作戦に従事した。三隈、駆逐艦天霧と共に南方隊を編制、商船5隻を撃沈した。4月22日、呉に帰投した。

### ミッドウェー海戦
日本海軍は5月にミッドウェー島攻略作戦を発動し、最上は第二艦隊（攻略部隊・近藤信竹中将）の支援隊（第七戦隊、駆逐艦荒潮・朝潮、給油艦日栄丸)に配属された。5月26日にグァム島に到着、28日に出航し、29日に占領部隊（輸送船団、第二水雷戦隊）と合流し、ミッドウェー島へ向かった。写真からは1番砲塔の天蓋に日の丸を描いていたのが確認できる。
6月5日のミッドウェー海戦で、日本軍は空母赤城、加賀、蒼龍、飛龍を失った。連合艦隊は夜戦で米機動部隊の撃滅を企図し、ミッドウェー島の航空戦力を夜間のうちに破壊することを第二艦隊に命じ、近藤中将は支援部隊に実行を命じた。第七戦隊は支援隊は最大戦速（35ノット）で進撃し、外洋での高速航行に同行できない荒潮、朝潮は、遅れて追随した。
だが午後9時15分、山本五十六連合艦隊司令長官は第七戦隊を含む攻略部隊と南雲機動部隊に連合艦隊主力部隊との合流を命じ、午後11時55分にミッドウェー攻略作戦の中止と各艦隊の撤退を命じた。第七戦隊は反転から約1時間20分後、アメリカ潜水艦タンバーに遭遇し、回避運動中に最上と三隈が衝突した（後述）。栗田中将は連合艦隊に『最上前進の見込み立たず、三隈支障なし』と報告し、三隈と最上にトラック島への退避を命じた。
最上は艦首が圧壊したが、猿渡正之運用長らの応急作業で速力14ノット程度で前進可能となった。6月6日、ミッドウェー島からB-17爆撃機、SB2Uビンジゲーター6機、SBDドーントレス6機が爆撃し、至近弾1発で戦死2名・負傷者数名が出た。7日午前5時、最上と三隈は荒潮、朝潮と合流した。
空母ホーネットからF4Fワイルドキャット8機、SBDドーントレス26機、空母エンタープライズからF4F12機、SBD31機が発進した。一連の空襲で三隈が沈没、最上は爆弾5発（資料によっては6発）を被弾した。1発目は五番砲塔に命中し砲員全員が戦死、四番砲塔の砲員18名中無傷は2名だけだった。飛行甲板に命中した一弾は水上偵察機3機を吹き飛ばし、火災を発生させた。内籐力水雷長が飛行甲板下の全魚雷を射出放棄し、誘爆を回避した。最上では乗員91名が死亡した。最上と朝潮、荒潮は三隈の乗員を救助し、8日午前4時に第二艦隊と合流した。
近藤長官は損傷した最上・朝潮・荒潮に、熊野、鈴谷、第18駆逐隊（不知火、霞、陽炎、霰）の護衛をつけてトラック泊地回航を命じ、14日朝に到着した。最上は工作艦明石の支援で、仮設艦首を装着するなどの応急修理に入った。6月25日、戦隊司令官に西村祥治少将が就いた。8月5日、最上と明石は駆逐艦雪風、時津風の護衛で出港、最上は11日に佐世保に到着した。最上は25日に第七戦隊を外れ、艦首の修理やレーダー装備の増設などの工事に入った。

### 航空巡洋艦への改装

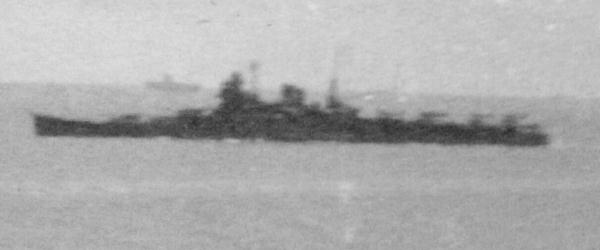
航空巡洋艦に改装後の最上。あ号作戦に向けサンベルナルジノ海峡を通過中

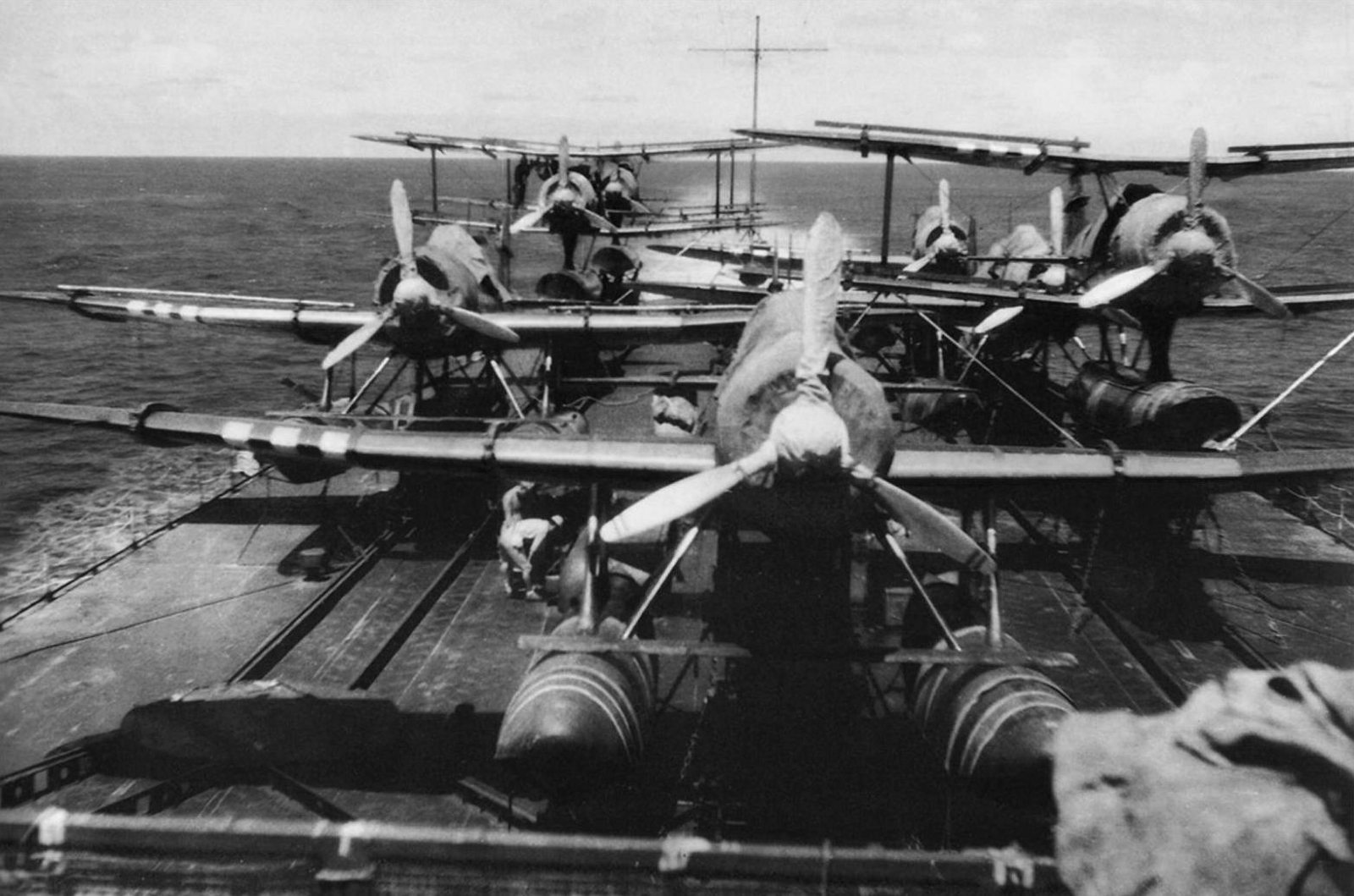
後部砲塔を撤去して、繋止用航空甲板を設置した後の最上の船体後部、水上機・偵察機が繋止されている

ミッドウェー海戦で主力空母4隻を喪失した日本海軍は12月下旬、最上の航空巡洋艦改造の工事命令を出した。佐世保工廠で後部の四、五番砲塔を撤去し、水上偵察機繋止用航空甲板や航空機用の燃料タンクを増設し、搭載機は瑞雲11機を予定した。発艦はカタパルトで30分以内に全機発進可能な能力を計画していた。水上機待機甲板と発艦甲板に段差があった利根型重巡洋艦と異なり、本型の艦体後部は平坦で、近代の駆逐艦や巡洋艦のヘリ甲板を彷彿させる外観になった。改造にあたって、スウェーデン海軍の航空巡洋艦ゴトランド（1934年竣工）を参考にした可能性がある。また25mm三連装機銃を10基装備（改造前より18挺増備）した。
- 実際に搭載したのは1944年（昭和19年）中頃までは零式水上偵察機4機、零式水上観測機3機の計7機で、上限の11機を搭載したことはなかったとみられる。マリアナ沖海戦とレイテ沖海戦では5機だった[54][44]。
- 日本海軍は空母不足を補うため、最上型と利根型の空母改装も検討していた。完全改装した場合は飛行甲板195×23.5m、搭載機數約30機、改装予定9か月と試算している。実際には竣工済みの重巡は空母に改装されず、建造中の伊吹が空母に設計変更された[55]。

### 中南太平洋での戦い
1943年（昭和18年）4月末に工事は完了した。第一艦隊に配属された後、5月1日に佐世保から呉に回航し、17日に第三艦隊第七戦隊に復帰した。アリューシャン方面作戦のため横須賀に移動後、再び内海西部へ戻った。6月8日、柱島泊地で戦艦陸奥の爆沈に遭遇、米潜水艦の奇襲と判断して対潜攻撃を行うが、誤って爆雷2個を投下した。
7月、「最上」と第八戦隊（「利根」、「筑摩」）、第十戦隊（「阿賀野」、駆逐艦5隻）、軽巡洋艦「大淀」、水上機母艦「日進」からなる第一部隊は陸軍南海第四守備隊の第一次進出部隊を輸送した。陸軍部隊を乗せた第一部隊は7月10日に空母「翔鶴」、「瑞鶴」などとともに内海西部を出発し、7月15日にトラックに到着。それからラバウルへ向かい、7月21日に着いた。その先の輸送は第十戦隊と「日進」により行われたが、その際「日進」が沈んでいる。その後、ラバウルに残された第四駆逐隊以外は7月26日にトラックに戻った。
ブーゲンビル島の戦いを支援するため第二艦隊（栗田健男中将）の指揮する遊撃部隊（重巡愛宕・高雄・摩耶・鈴谷・最上・筑摩、軽巡能代、駆逐艦藤波・早波・玉波）が11月5日にラバウルへ進出したが、直後に米機動部隊（サラトガ、プリンストン）による大規模な空襲を受けた。最上は爆弾1発を1-2番砲塔間の上甲板右舷に被弾し、戦死19名、負傷者37名（または41名）を出した。前部右舷水線付近に破孔が生じたため高速を出すことができず、昼間は12ノット、夜間は10ノットでトラックへと向かった。8日に鈴谷、駆逐艦島風・玉波と共にトラック泊地に戻り、明石の支援で修理を行った。12月16日、駆逐艦霞・玉波と共にトラック泊地を出発。最上と玉波は21日に呉に到着し、最上は22日から呉工廠で修復に入った。1944年（昭和19年）1月１日、第七戦隊から外れた。
2月17日に修理が完成し、3月8日に物資を搭載して呉を出港、シンガポールを経て16日にリンガ泊地に到着した。同日、第七戦隊（利根、筑摩、熊野、鈴谷）に復帰し、23日に同戦隊第二小隊4番艦となった。25日、戦隊司令官に白石萬隆少将が就いた。
6月中旬のマリアナ沖海戦で最上は小沢機動部隊に配備された（編制はマリアナ沖海戦参照）。24日、呉に帰投した。7月8日に呉を出撃し、20日にリンガ泊地に進出。重巡妙高・羽黒と訓練を行った。

### レイテ沖海戦、沈没

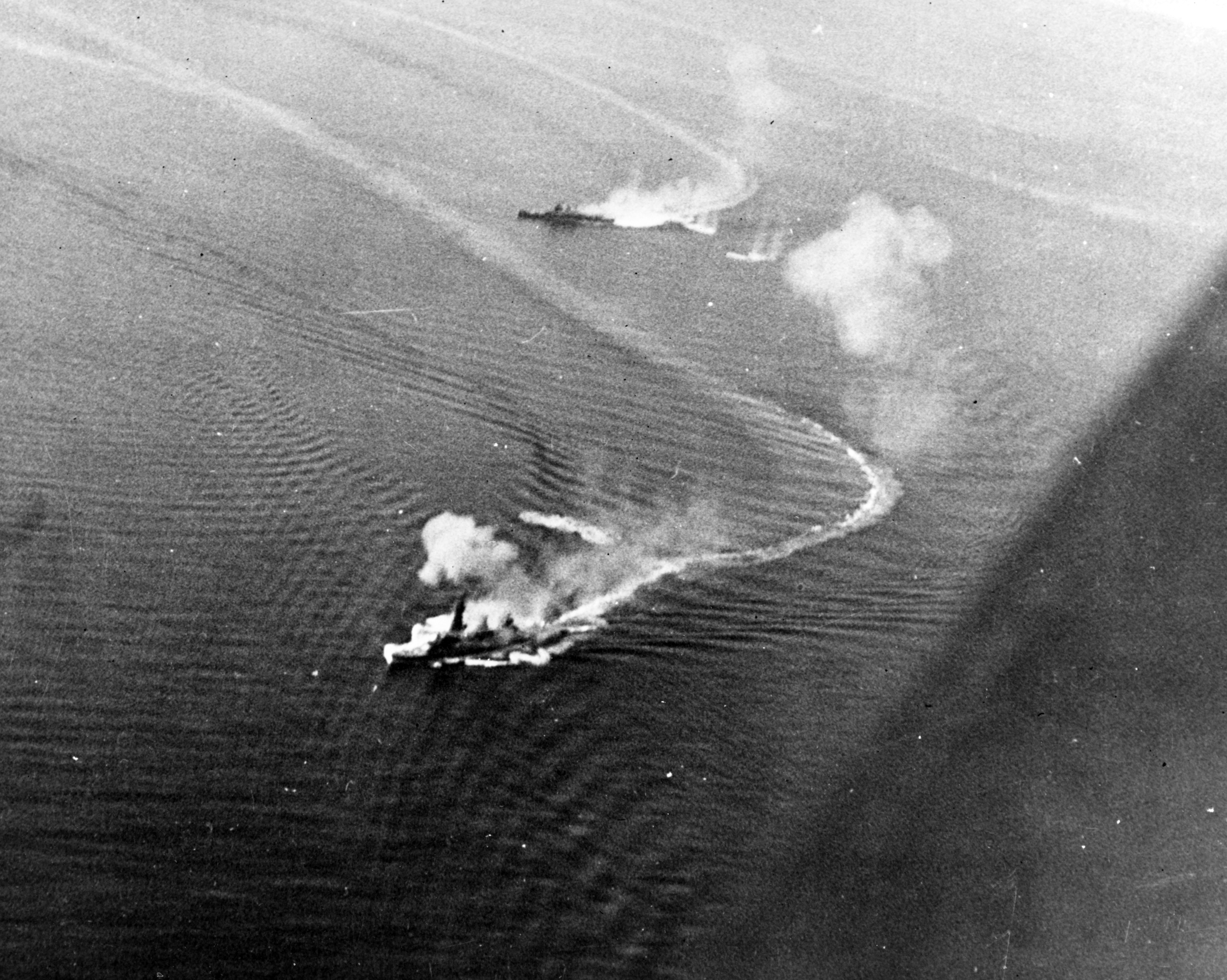
スリガオ海峡海戦で交戦中の最上(上)と扶桑(下)（1944年）

10月中旬以降の捷号作戦は、第一遊撃部隊第三部隊（西村祥治中将）に戦艦山城・扶桑、駆逐艦4隻（満潮・山雲・朝雲・時雨）と共に参加した。1944年（昭和19年）10月22日午後3時、第三部隊はブルネイを出撃し、速力18ノットでスリガオ海峡へ向かった。
24日午前2時と午前7時未明、最上は計3機の水上偵察機を射出した。午前10時前、第三部隊は米機動部隊艦載機約26機の空襲を受け、最上は機銃掃射で戦死傷者8名を出した。最上は水偵の残り2機を発進させ、ミンドロ島に向かわせた。偵察機は正午にレイテ湾で戦艦4、巡洋艦2、駆逐艦2、輸送船80、南部に飛行艇母艦1、飛行艇15、その南方に魚雷艇14、駆逐艦4隻と報告し、ミンドロ島の基地に帰投した。
同日午後7時、最上は湾口の魚雷艇を掃討するため満潮、山雲、朝雲と共に艦隊を先行。午後11時過ぎに交戦し、魚雷艇を撃退した。この時山城または扶桑から誤射され、戦死者3名を出した。25日未明、艦隊は米魚雷艇等から雷撃を受け、午前3時半までに扶桑と満潮、山雲が沈没、朝雲が大破した。山城と最上、時雨が前進を続けたが、アメリカ軍はジェシー・B・オルデンドルフ提督の戦艦・巡洋艦・駆逐艦がレーダー射撃で迎撃し、山城は沈没、時雨も撤退した。最上は魚雷は回避したが、直撃弾で3番主砲を破壊され、艦中央部は大火災となった。
3時45分、最上は前方の発砲閃光に向けて魚雷4本を発射し、煙幕を張って3時57分に反転、南下退却を始めた。炎上する艦で藤間良艦長は、レイテ島に座礁して乗組員を陸戦隊とする方針を告げた。中野信行航海長は「われわれは、海峡に入口まで来ていると思います。われわれは船乗りです。艦を捨てることはできません」と北上を上申したが、藤間艦長は「そんなこと言っても君、たいまつを背負って（炎上した状態で）突入は無理だ」と諭した。4時2分、艦橋に直撃弾を受け、藤間艦長以下司令部が壊滅した。砲術長の荒井義一郎少佐が指揮を執ったが、機関が故障して速力が低下し、魚雷や弾丸が誘爆を起こした。
志摩清英中将の指揮する第二遊撃部隊がスリガオ海峡に到着したが、旗艦の重巡那智が最上と衝突した（後述）。志摩中将は第二遊撃部隊の反転を決断し、駆逐艦曙を最上の護衛に就けた。最上の通信装置は壊れていたため、曙が通信を代行した。日の出後、両艦は断続的に空襲を受けた。蒸気が噴出して機関科員は退去し、8時30分頃に航行不能、消火の手立てもなくなった。9時以降の空襲で爆弾2発が命中（米軍は魚雷2本も命中と報告）、重油タンクが破壊され前部が炎上。10時30分、総員退去が決まった。曙は危険を冒して最上の左舷後部に接舷、乗組員を移乗させ、午後0時30分に魚雷1本を発射。午後1時7分、最上は左舷から転覆して沈没した。
最上の戦死者は190名、負傷者は125名に達した。10月26日、曙はマニラに到着し、最上生存者は同地に上陸した。その後、最上乗員のうち595名がフィリピンの地上戦に投入された（マニラの戦い）。
11月21日、第七戦隊は解隊された。12月20日、最上は帝国軍艦籍から除籍された。
2019年9月9日、調査船ペトレルにより同年5月8日に最上の残骸がスリガオ海峡の海底1450メートル地点にて発見されたことが発表された。

## 二度の衝突事故

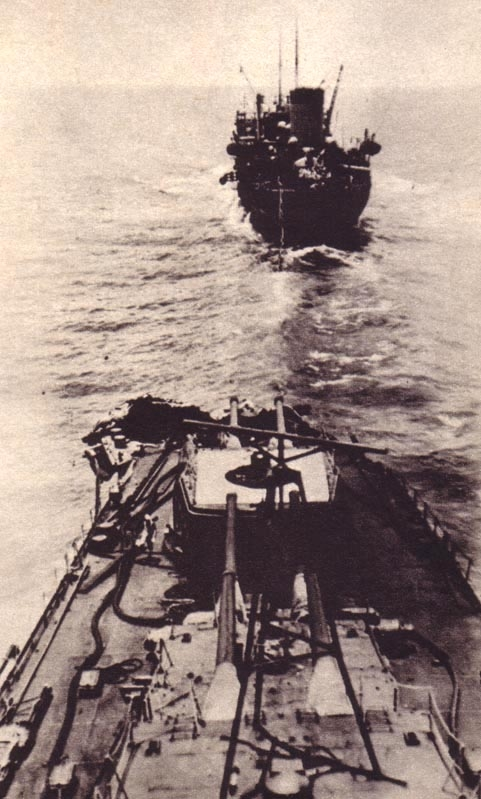
艦首を損傷した最上。

最上は太平洋戦争中、二度の衝突事故に見舞われた。1度目はミッドウェー海戦で第七戦隊で行動中だった。先頭の旗艦熊野が右45度前方にアメリカ潜水艦タンバーを発見、左45度一斉回頭を命令。回頭後に再び潜水艦を発見し、二度目の左45度緊急回頭を命じた。しかし、後続艦が2度目の回頭信号を新規命令か1度目の命令の確認かで混乱し、後続の鈴谷は45度、熊野と3番手の三隈は90度転針。隊列が乱れ、三隈の左舷中央部に最上の艦首が衝突した。
2度目はレイテ沖海戦で、スリガオ海峡に到着した志摩艦隊が午前4時15分、炎上する最上を発見した。志摩艦隊の那智は、最上が停止していると誤認し、面舵を取って前を通過しようとしたが、最上は8ノットで前進しており、那智の左舷に艦首が接触した。衝突は那智の誤射が原因という証言もある。当時、那智艦内で『敵の戦艦らしき艦影、左前方大火災。止めをさす』という放送があり、那智は右に回頭しつつ魚雷8本を発射、最上が魚雷を回避するため面舵に転舵し衝突したという。最上は羅針盤を応急修理する間、志摩艦隊とも離れてしまった。発令所長は「陸戦隊にはなれない。海軍軍人は艦に乗ってこそ役に立つ人々であり、艦を乗り換えて奉公したい」と上申し、荒井砲術長も同意して南進を続けた。

## 歴代艦長
※『艦長たちの軍艦史』114-117頁、『日本海軍史』第9巻・第10巻の「将官履歴」に基づく。

### 艤装員長
1. 鮫島具重 大佐：1934年3月14日[89] - 1935年2月1日[90]

### 艦長
1. 鮫島具重 大佐：1935年2月1日[90] - 11月15日[91]。
2. 伊藤整一 大佐：1935年11月15日[91] - 1936年4月15日[92]
3. 小林徹理 大佐：1936年4月15日[92] - 12月1日[93]
4. 高塚省吾 大佐：1936年12月1日[93] - 1938年4月20日[94]
5. 千葉慶蔵 大佐：1938年4月20日[94] - 1939年11月15日[95]
6. 伊崎俊二 大佐：1939年11月15日[95] - 1941年1月8日[96]
7. 有賀武夫 大佐：1941年1月8日[96] - 1941年9月10日[97]
8. 曽爾章 大佐：1941年9月10日[97] - 1942年11月10日[98]
9. 佐々木静吾 大佐：1942年11月10日[98] - 1943年4月14日[99]
10. 相徳一郎 大佐：1943年4月14日[99] - 1944年4月10日[100]
11. 藤間良 大佐：1944年4月10日[100] - 1944年10月25日（戦死、海軍少将）[101][102]

## 同型艦
- 三隈 - 鈴谷 - 熊野